# Processa namibiensis
Processa namibiensis is een garnalensoort uit de familie van de Processidae. De wetenschappelijke naam van de soort is voor het eerst geldig gepubliceerd in 1983 door Macpherson.